# Friedrich Ziegler (Politiker, 1907)
Friedrich Ziegler (* 6. Mai 1907 in Haiterbach, Kreis Calw; † 18. Oktober 1979) war ein deutscher Schreinermeister und Politiker. Er wirkte unter anderem als Präsident der Handwerkskammer Stuttgart und Landtagsabgeordneter der FDP/DVP in Baden-Württemberg.

## Leben
Ziegler besuchte die Realschule in Stuttgart-Feuerbach und machte nach Erlangung der Mittlerer Reife eine Schreinerlehre. Zum 1. Juli 1940 trat er der NSDAP bei. Ab 1940 war er Teilhaber und ab 1953 Inhaber der väterlichen Schreinerei. Seit 1954 war er Innungsobermeister, ab 1960 Kreishandwerksmeister in Stuttgart und ab 1964 Präsident der Handwerkskammer Stuttgart und außerdem Aufsichtsratsvorsitzender der Volksbank Stuttgart-Zuffenhausen, der Zentraleinkaufsgenossenschaft Schreinermeister, Vorstandsmitglied im Möbelhaus des Handwerks eGmBH (Memmingen) und war Aufsichtsratsmitglied der Gemeinnützigen Wohnungsgesellschaft Baden Württemberg AG.
Ziegler war Mitglied der FDP/DVP. Von 1959 bis 1964 war er Stadtrat in Stuttgart, wo er mit der Wahl in den Landtag, dem er bis 1968 angehörte, ausschied. 1972 erhielt er das Große Bundesverdienstkreuz.

## Familie
Ziegler war evangelisch, verheiratet, lebte in Stuttgart-Zuffenhausen und hatte vier Kinder.